# Ентоні Джеффрі
Ентоні Ламар Малкольм Джеффрі (англ. Anthony Lamar Malcolm Jeffrey, нар. 3 жовтня 1994, Гендон) — гаянський футболіст, фланговий півзахисник клубу «Дувр Атлетік», а також національної збірної Гаяни.

## Клубна кар'єра
Народився 3 жовтня 1994 року в місті Гендон. Футболом розпочав займатися у 8-річному віці в дитячо-юнацькій академії лондонського «Арсеналу». До Ентоні проявляли інтерес також «Челсі» та «Ліверпуль», проте він обрав клуб, за який вболівав з ранніх років. Виступав за різноманітні дитячо-юнацькі команди «канонірів», у складі команди U-16 на позиції півзахисника відзначився 20-а голами, під час навчання в школі був основним гравцем команди U-18. Джеффрі продовжував грати за команду U-18 як першокласник під час сезону 2011/12 років, в якому відзначився 6 голами у 19 матчах. Під час свого першого повноцінного сезону в команді U-18 Джеффрі заявив: «Я знаю, [те] що я викладаюся на тренувальному майданчику покращить мою гру та допоможе мені досягнути моєї, мети грати за першу команду. Я вірю у свої здібності, але я знаю, що досягнути цього мені буде не просто». Продовжував бути основним у команді й наступного сезону, зіграв 9 матчів у чемпіонаті U-18, а також відзначився 2-а голами в 3-х матчах юнацького кубку Англії. Також зіграв 6 матчів у NextGen Series, дебютував за «Арсенал U-21» у жовтні 2012 року в нічийному (0:0) поєдинку проти «Блекберн Роверз U-21».
У березні 2013 року відправився в оренду до завершення сезону 2012/13 років у клуб «Стівенідж» у Першій лізі. Дебютував у професіональному футболі 12 березня в програному (0:1) домашньому поєдинку проти «Борнмута», вийшовши на поле на 81-й хвилині.
3 грудня 2013 року «Борегем Вуд» повідоми про короткострокову оренду Ентоні, до січня 2014 року. Дебютував у новій команді в переможному (3:2) поєдинку другого раунду Herts Senior Cup проти «Беркемстеда». 3 січня 2014 року було повідомлено, що термін оренди Джеффрі продовжено до 1 березня 2014 року.
22 січня 2014 року Ентоні та «Арсенал» (Лондон) домовилися про дострокове розірвання угоди за згодою сторін. А наступного дня Джеффрі уклав контракт до завершення сезону з клубом «Вікем Вондерерз». Проте вже в травні 2014 року залишив команду.
У грудні 2014 року поернувся в «Борегем Вуд». Проте вже в січні 2015 року перебрався у «Веллінг Юнайтед» з Національної Конференції.
Влітку 2015 року перейшов до клубу «Конкорд Рейнджерс» з Національної ліги Півдня. У жовтні 2015 року повернувся в «Борегем Вуд», який орендував гаянця для успішного дебюту в Національній лізі. у грудні 2015 року підписав з командою повноцінний контракт до завершення сезону 2015/16 років.
2 лютого 2016 року в останні години зимового трансферного вікна за невідому суму перебрався до складу іншого представника Національної ліги, «Форест Грін Роверс». Однією з умов трансферу було, те що одрразу після переходу в нову команду Ентоні продовжить грати за «Борегем Вуд» в оренді.
Дебютував за «Форест Грін Роверс» 25 березня 2016 року в нічийному (0:0) поєдинку проти «Олдершот Таун». Виходив на поле на стадіоні «Вемблі» в програному 1:3 фінальному поєдинку плей-оф Національної ліги проти «Грімсбі Таун». 15 липня 2016 року повернувся в оренду в «Борегем Вуд» до завершення сезону. По завершенні переможного для «Форест Грін Роверс» сезону отримав від клубу статус вільного агента.
У липні 2017 року підписав 1-річний контракт з «Саттон Юнайтед». 16 листопада 2017 року відправився в оренду в «Дувр Атлетік» до кінця грудня того ж року. У червні 2018 року «Саттон Юнайтед» відмовився від послуг Джеффрі, а в липні того ж року Ентоні підписав повноційнний 1-річний контракт з «Дувр Атлетік». По завершенні угоди сторони вирішили не продовжувати співпрацю. Після цього протягом місяця перебував без клубу, проте після цього повернувся до команди. Дебютував у футболці «Білих» 2 жовтня 2019 року в програному (0:2) поєдинку проти «Галіфакс Таун».

## Виступи за збірну
У березні 2019 року отримав дебютний виклик до національної збірної Гаяни. Дебютував у збірній 23 березня того ж року в кваліфікації Ліги націй КОНКАКАФ проти Белізу, вийшовши на поле в стартовому складі.
30 травня 2019 року потрапив до списку футболістів, які у складі збірної Гаяни взяли участь у розіграші Золотого кубка КОНКАКАФ 2019 року.

## Стиль гри
Здатний зіграти на позиції флангового півзахисника або нападника. Правоногий гравець, його називають «летючим вінгером», а також «розумним і швидким» гравцем. Раніше його називали «одним з трьох нашвидших юнаків країни», а його швидкість — одним з найголовніших «козирів» гравця. Під час гри в юнацькій команді «Арсеналу» його використовували на лівому фланзі — «випробовуючи протистояння захисників його високою швидкістю».

## Статистика виступів у клубах
Станом на 27 квітня 2019.
| Клуб                    | Сезон             | Ліга                     | Ліга  | Ліга | Кубок ФА | Кубок ФА | Кубок Ліги | Кубок Ліги | Інші  | Інші | Загалом | Загалом |
| Клуб                    | Сезон             | Ліга                     | Матчі | Голи | Матчі    | Голи     | Матчі      | Голи       | Матчі | Голи | Матчі   | Голи    |
| ----------------------- | ----------------- | ------------------------ | ----- | ---- | -------- | -------- | ---------- | ---------- | ----- | ---- | ------- | ------- |
| «Арсенал»               | 2012–13           | Прем'єр-ліга             | 0     | 0    | –        | –        | –          | –          | –     | –    | 0       | 0       |
| «Арсенал»               | 2013–14           | Прем'єр-ліга             | 0     | 0    | –        | –        | –          | –          | –     | –    | 0       | 0       |
| Загалом                 | Загалом           | Загалом                  | 0     | 0    | –        | –        | –          | –          | –     | –    | 0       | 0       |
| «Стівенідж» (оренда)    | 2012–13           | Перша ліга               | 1     | 0    | –        | –        | –          | –          | –     | –    | 1       | 0       |
| «Борегем Вуд» (оренда)  | 2013–14           | Південна Конференція     | 7     | 5    | –        | –        | –          | –          | –     | –    | 7       | 5       |
| «Вікем Вондерерз»       | 2013–14           | Друга ліга               | 11    | 0    | –        | –        | –          | –          | –     | –    | 11      | 0       |
| «Борегем Вуд»           | 2014–15           | Південна Конференція     | 2     | 0    | –        | –        | –          | –          | –     | –    | 2       | 0       |
| «Веллінг Юнайтед»       | 2014–15           | Національна Конференція  | 2     | 0    | –        | –        | –          | –          | –     | –    | 2       | 0       |
| «Конкорд Рейнджерс»     | 2015–16           | Національна ліга Південь | 1     | 0    | –        | –        | –          | –          | –     | –    | 1       | 0       |
| «Борегем Вуд» (оренда)  | 2015–16           | Національна ліга         | 11    | 1    | 2        | 0        | –          | –          | 1     | 0    | 14      | 1       |
| «Борегем Вуд»           | 2015–16           | Національна ліга         | 2     | 0    | –        | –        | –          | –          | –     | –    | 2       | 0       |
| «Форест Грін Роверс»    | 2015–16           | Національна ліга         | 5     | 0    | –        | –        | –          | –          | –     | –    | 5       | 0       |
| «Форест Грін Роверс»    | 2016–17           | Національна ліга         | 0     | 0    | –        | –        | –          | –          | –     | –    | 0       | 0       |
| Загалом                 | Загалом           | Загалом                  | 5     | 0    | –        | –        | –          | –          | –     | –    | 5       | 0       |
| «Борегем Вуд» (оренда)  | 2015–16           | Національна ліга         | 7     | 0    | –        | –        | –          | –          | –     | –    | 7       | 0       |
| «Борегем Вуд» (оренда)  | 2016–17           | Національна ліга         | 24    | 3    | 2        | 0        | –          | –          | 6     | 3    | 32      | 6       |
| «Саттон Юнайтед»        | 2017–18           | Національна ліга         | 10    | 0    | 1        | 0        | –          | –          | –     | –    | 11      | 0       |
| «Дувр Атлетік» (оренда) | 2017–18           | Національна ліга         | 21    | 1    | –        | –        | –          | –          | 3     | 0    | 24      | 1       |
| «Дувр Атлетік»          | 2018–19           | Національна ліга         | 33    | 3    | –        | –        | –          | –          | 3     | 1    | 36      | 4       |
| Усього за кар'єру       | Усього за кар'єру | Усього за кар'єру        | 127   | 8    | 5        | 0        | 0          | 0          | 13    | 4    | 145     | 12      |